# علي ربيعي
علي ربيعي (بالفارسية: علی ربیعی), من مواليد 6 ديسمبر 1955. هو سياسي وعالم اجتماع إيراني ووزير العمل في حکومة حسن روحاني منذ 15 أغسطس 2013.

## النشأة والتعليم
علي ربيعي ولد في 6 كانون الأول/ ديسمبر 1955 في حي جواديه، بطهران. تخرج من جامعة طهران مع شهادة في إدارة الدولة في 1970، وأصبح تقنيًا فنيًا في مصنع جنرال موتورز في طهران. ولقد تم القبض عليه من قبل المدير في العمل في إضراب إكتابان.

## مستقبل سياسي
في أعقاب الثورة الإيرانية، ربيعي أصبح عضوًا في الحزب الجمهوري الإسلامي وعمل به كرئيس للفرع. إذن، وقد قام بتعيينه رئيس الوزراء آنذاك مهدي بازرغان بوصفه عضوًا في تدوين قانون العمل، وعقد أعضاء أنه حتى الوقت الحاضر. هو أحد الخزانات إلى محمد خاتمي. بعد الانتخابات. ربيعي كان أحد مستشاري الشؤون الاجتماعية. ولقد كان أيضا الممثل خاتمي في وزارة الاستخبارات في 2001. كان أيضًا رئيس الأمانة الرئاسية واللجنة التنفيذية ولجنة الأمن القومي والدعاية العليا من مجلس الأمن الوطني في إطار حسن روحاني في الفترة من 2002 إلى 2005. بعد الانتخابات من روحاني رئيسا، كان ترشيح وزير العمل. لقد أكدتها البرلمان في 15 آب/ أغسطس 2013.

## العمل
- «السوسيولوجية والتغيرات في القيمة في إيران», 1993
- «علم الاجتماع، الفساد السياسي في بلدان العالم الثالث», 1996
- «دراسات الأمن الوطني», 1997
- «إن ّ جوهر الإدارة المدنية», 1998
- «إدارة المعارف في منظمات», 2001
- «إدارة المعارف العمليات والإجراءات», 2008
- «بإدارة المخاطر والأزمات», 2013